# Faxon (Pensilvania)
Faxon es un lugar designado por el censo ubicado en el condado de Lycoming en el estado estadounidense de Pensilvania. En el año 2010 tenía una población de 1.395 habitantes y una densidad poblacional de 1.162,5 personas por km².

## Geografía
Faxon se encuentra ubicado en las coordenadas 41°15′20″N 76°58′37″O / 41.25556, -76.97694.. Según la Oficina del Censo de los Estados Unidos, Faxon tiene una superficie total de 0,47 mi² (1,2 km²), de la cual 0,47 mi² (1,2 km²) corresponden a tierra firme y 0 mi² (0 km²) es agua.